# Путяевский ручей
Путя́евский ручей (Путя́евский овраг, Путе́евский ручей) — малая река в районе Сокольники Восточного административного округа Москвы, правый приток Яузы. На реке расположен каскад из шести прудов, который способствует очищению загрязнённой воды ручья. Название антропонимическое.
Длина реки составляет 1,9 км, площадь водосборного бассейна — 1,5 км². Исток находится между пассажирскими платформами Москва-3 и Маленковская Ярославского направления Московской железной дороги. Водоток проходит по территории парка Сокольники через болото и Путяевские пруды. Устье расположено к северу от 5-го Лучевого просека.